# Gravar med båtformade kistor
Gravar med båtformade kistor (成都古蜀船棺合葬墓; Chéngdū Gǔ Shǔ chuánguān hézàngmù) är en kinesisk gravtyp som var vanlig i  Sichuanprovinsen under Vår- och höstperioden (770–476 f.Kr.) och tiden för De stridande staterna (476–221 f.Kr.).
I centrala Chengdu hittades år 2000 ett flertal båtformade kistor som tros tillhöra kungligheterna från det forna riket Shu från De stridande staterna. Den största graven mäter 30,5 x 20,3 m och är 2,5 m djup, innehåller totalt 17 kistor och är daterad till 400 f.Kr. Den största båtformade kistan är 18,8 m lång och 1,5 m bred och innehåll en stor mängd kulturella objekt.
I början av 2017 presenterades fynd av nära 200 gravar med båtformade kistor i ett område stort som två fotbollsplaner i byn Shuangyuan i Dawang i Qingbaijiangdistriktet utanför Chengdu. Ett stort antal bronsföremål hittades i gravarna.
Även i byn Feihu i Pujiang härad i Sichuan presenterades 2017 fynd av gravar med 60 båtformade kistor blacerade i fyra rader. I gravarna har det hittats mer än 300 artefakter av keramik, brons, järn och bamboo. Även vapen, mynt och glaspärlor har hittats. Glaspärlorna är sannolikt importerade genom Sidenvägen. Fynden är daterade till De stridande staterna och Qindynastin (221–206 f.Kr.).
Gravarna med båtformade kistor är tillsammans med Sanxingdui och Jinsha upptagna som kandidater på Unescos lista för potentiella världsarv.